# Podhoroď
Podhoroď (maďarsky Tibaváralja) je obec na Slovensku, v Košickém kraji v okrese Sobrance. Obec má rozlohu 16,61 km² a vesnice leží v nadmořské výšce 339 m. V obci žije 320 obyvatel.

## Historie
Poprvé se ves připomíná v roce 1406. Její obyvatelé byli většinou zemědělci, pastýři, pálili vápno, uhlí a pracovali v místních lesích. V 18. století ve vsi fungoval mlýn.
V letech 1939 až 1944 byla obec okupována Maďarskem.

## Pamětihodnosti
- Zřícenina Tibavského hradu
- Řeckokatolický klasicistní chrám svatého Bazila Velkého z roku 1844
- Pravoslavný chrám apoštolům rovného svatého knížete Rastislava Velkomoravského